# 바버라 브로콜리
바버라 브로콜리(영어: Barbara Broccoli, CBE, 1960년 6월 18일 ~ )는 미국, 영국의 영화 프로듀서이다. 앨버트 R. 브로콜리의 딸로 그의 뒤를 이어 제임스 본드 영화 시리즈의 제작자로서 세계적으로 이름을 알렸다.

## 서훈
- 2008년 대영 제국 훈장 4등급(OBE) 수훈[1]